# Ampulomet
Ampulomet (em russo:  125-мм ампуломёт образца 1941 года, também renderizado como Ampulomyot, morteiro de ampola, etc., lit. "arremessador de ampolas/frascos" cf. миномёт) foi uma arma antitanque soviética que lançava um projétil incendiário de 125 mm feito de vidro esférico. Esta arma foi introduzida em 1941 e utilizada (em grau limitado) pelo Exército Vermelho na Segunda Guerra Mundial, mas em 1942 se tornou em sua maior parte obsoleta.